# Geigeria
Geigeria là một chi thực vật có hoa trong họ Cúc (Asteraceae).

## Loài
Chi Geigeria gồm các loài: